# Lars Jungnickel
Lars Jungnickel (Dohna, 31 agosto 1981) è un ex calciatore tedesco, centrocampista.